# Джафаров, Рамин Натиг оглы
Ра́мин На́тиг оглы Джафа́ров (азерб. Ramin Natiq oğlu Cəfərov; также Рамин Натигович Джафаров; род. 26 февраля 1981, Баку, Азербайджанская ССР, СССР) — Директор BAKU TV 
С 1997 года работал на телеканале Space, одновременно с 2002—2006 г. сотрудничал с Казахстанским Хабар ТВ в период 2012—2016 возглавил департамент на телеканале Space TV. В 2016 основал продакшн DjafarovCreative.В 2019 г. начал работать Техническим Директором BAKU TV. 2020 г. стал Директором BAKU TV и по сей день там работает.18 декабря 2021 года «Baku TV» под руководством Рамина Джафарова получило премию «Netty» в категории «Информация и новости» как лучшее интернет-телевидение года.

## Биография

### Ранние годы
Рамин Натиг оглы Джафаров родился 26 февраля 1981 года в городе Баку. учился в школе № 6 Сабаилского района города Баку, окончил 11 классов.В 1997 году поступил в Азербайджанскую Государственную Академию Физической Культуры и Спорта.
В 1997 году параллельно с учебой в академии начал работать светотехником на телеканале «Спейс». Через год он продолжил работать оператором на канале, а в 1999 году расширил свою телевизионную карьеру, пройдя курсы медиа «Интерньюс».После академии 1 год служил в пограничных войсках Азербайджана, в Физули.

### Карьера
В период 2002-2005 г. продолжил работу специальным корреспондентом и оператором на Казахском бюро в Баку Caspian.net (сейчас Хабар ТВ) 2012—2016 году назначен директором департамента на телеканале Space TV.
В 2016 году Рамин Джафаров стал соучредителем «Djafarov Creative»вместе с продюсером Идрисом Джафаровым и стал самозанятым.
Рамин Джафаров был назначен техническим директором интернет-телевидения «Baku TV», основанного Орханом Мамедовым в 2019 году, затем назначен директором в 2020 году. Рамин Джафаров так объясняет историю и деятельность интернет-телевидения: «Когда создавалось Baku TV, мы видели, что в век высоких интернет-технологий люди хотят получать информацию очень быстро. Интернет-телевидение играет важную роль с точки зрения эффективности. знаете, в последнее время стали проявляться события „фейкового видео“. Интернет-телевидение должно стоять на страже своей достоверности и своевременно выбираться за свою работу и быстроту реагирования на события. „Baku TV“ родилось под влиянием этих идей».
Интернет-телевидение было одобрено платформой «YouTube» в 2020 году, а в 2021 году оно было включено в список международных новостных платформ «Google».
18 декабря 2021 года «Baku TV» под руководством Рамина Джафарова получило премию «Netty» в категории «Информация и новости» как лучшее интернет-телевидение года.

### Личная жизнь
Рамин Джафаров женат, имеет троих детей. Владеет азербайджанским, русским и английским языками.

## Награды
- Медаль «Прогресс» (21 июля 2025 года) — за заслуги в развитии национальной печати в Азербайджане[15]